# Сербизация
Сербизация (серб. србизација) — процесс культурной и этнической ассимиляции не сербских народов сербами. Она состоит в принятии важнейших элементов сербского народа, таких как сербские личные имена, сербский язык и сербская православная религия.
Сербизация — это в основном целенаправленный процесс ассимиляции Княжеством Сербия национальных меньшинств в пределах своих границ (болгар, валахов, албанцев и македонцев) путём государственного насилия. В некоторые эпохи сербской истории (например в Королевстве Югославия) также проводились попытки целенаправленной сербизации со стороны властей.
Американский писатель Стивен Шварц считает, что в основе сербизации лежит убеждение в том, что некоторые южные славяне (то есть штокавские хорваты, босняки, черногорцы и македонцы) — это сербы.
Термин сербизация впервые упоминается в сербском словаре Вука Караджича в 1818 году и означает принятие сербского образа жизни, становление сербом.